# Broc (Maine-et-Loire)
Broc ist eine Ortschaft und eine Commune déléguée in der französischen Gemeinde Noyant-Villages mit 300 Einwohnern (Stand 1. Januar 2022) im Département Maine-et-Loire in der Region Pays de la Loire. Die Einwohner werden Brocois genannt.
Broc wurde am 15. Dezember 2016 mit 13 weiteren Gemeinden, namentlich Auverse, Breil, Chalonnes-sous-le-Lude, Chavaignes, Chigné, Dénezé-sous-le-Lude, Genneteil, Lasse, Linières-Bouton, Meigné-le-Vicomte, Méon, Noyant und Parçay-les-Pins zur neuen Gemeinde Noyant-Villages zusammengeschlossen.

## Geografie
Broc liegt etwa 55 Kilometer ostnordöstlich von Angers in der Landschaft Baugeois. 

## Bevölkerungsentwicklung
| Jahr                       | 1962 | 1968 | 1975 | 1982 | 1990 | 1999 | 2006 | 2013 |
| Einwohner                  | 531  | 503  | 425  | 402  | 331  | 315  | 332  | 313  |
| Quellen: Cassini und INSEE |      |      |      |      |      |      |      |      |

## Sehenswürdigkeiten
- Dolmen von Chantepierre, seit 1983 Monument historique
- Dolmen Pierre couverte de la Planche, seit 1983 Monument historique
- Kirche Notre-Dame aus dem 13. Jahrhundert, seit 1926 Monument historique, mit angeschlossenem Priorat
- Kapelle Saint-Lambert aus dem 17. Jahrhundert
- Schloss La Godefrière aus dem 17./18. Jahrhundert
- Schloss Meaulne aus dem 17./18. Jahrhundert
- Schlossruine La Touche aus dem 15./16. Jahrhundert
- Herrenhaus Lizardière aus dem 15./16. Jahrhundert, seit 1996 Monument historique

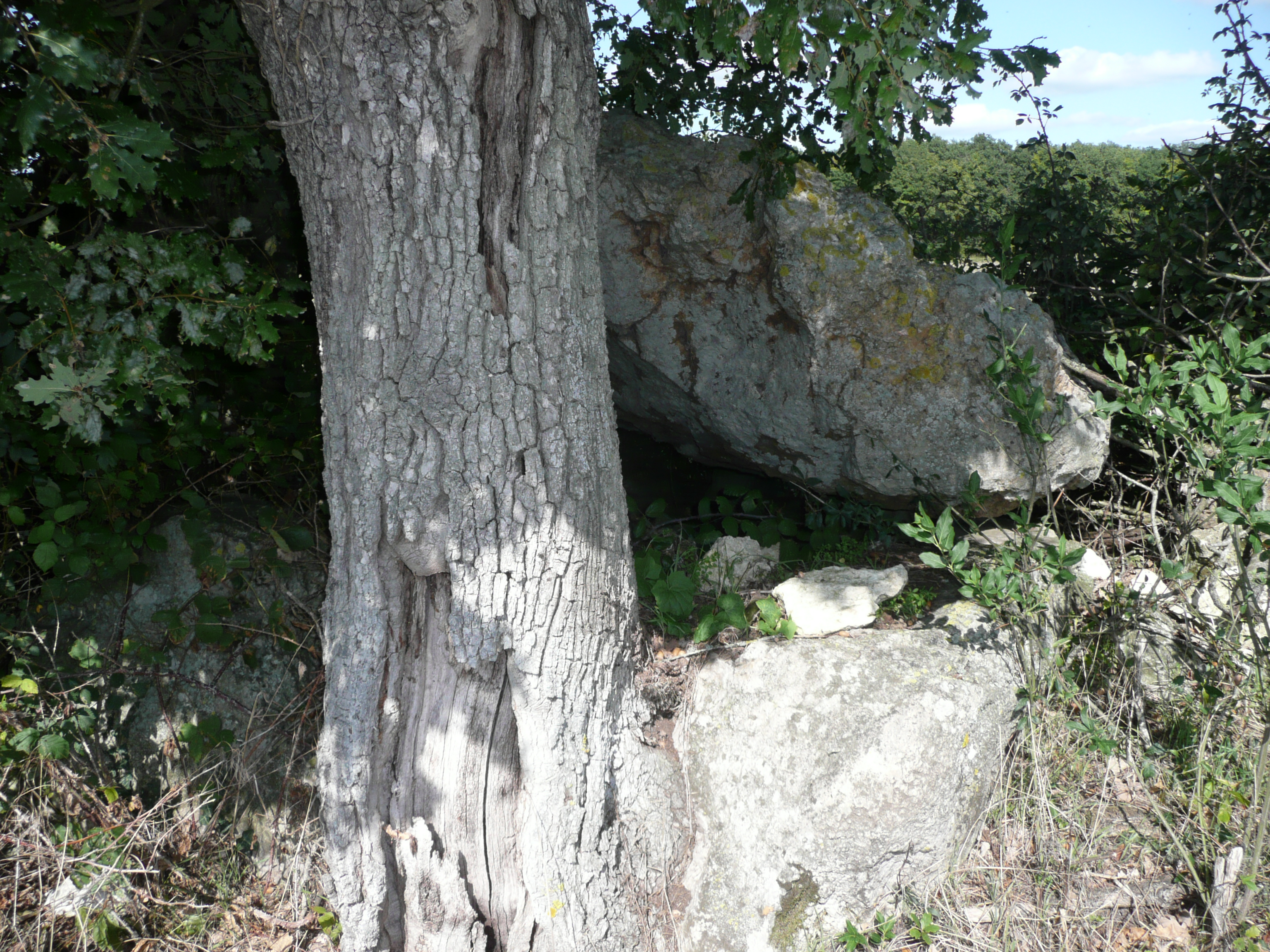
Dolmen Chantepierre
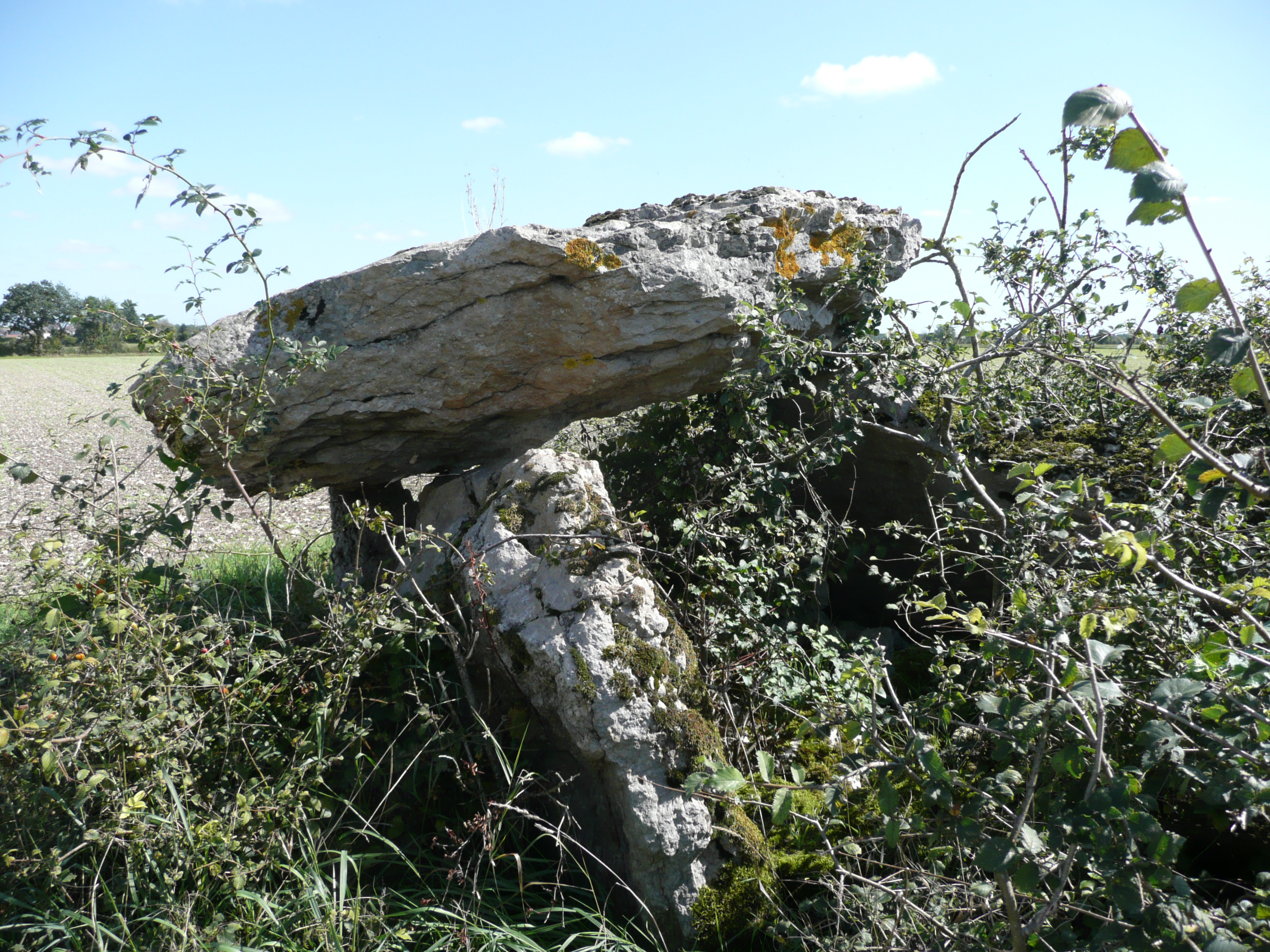
Pierre couverte de la Planche
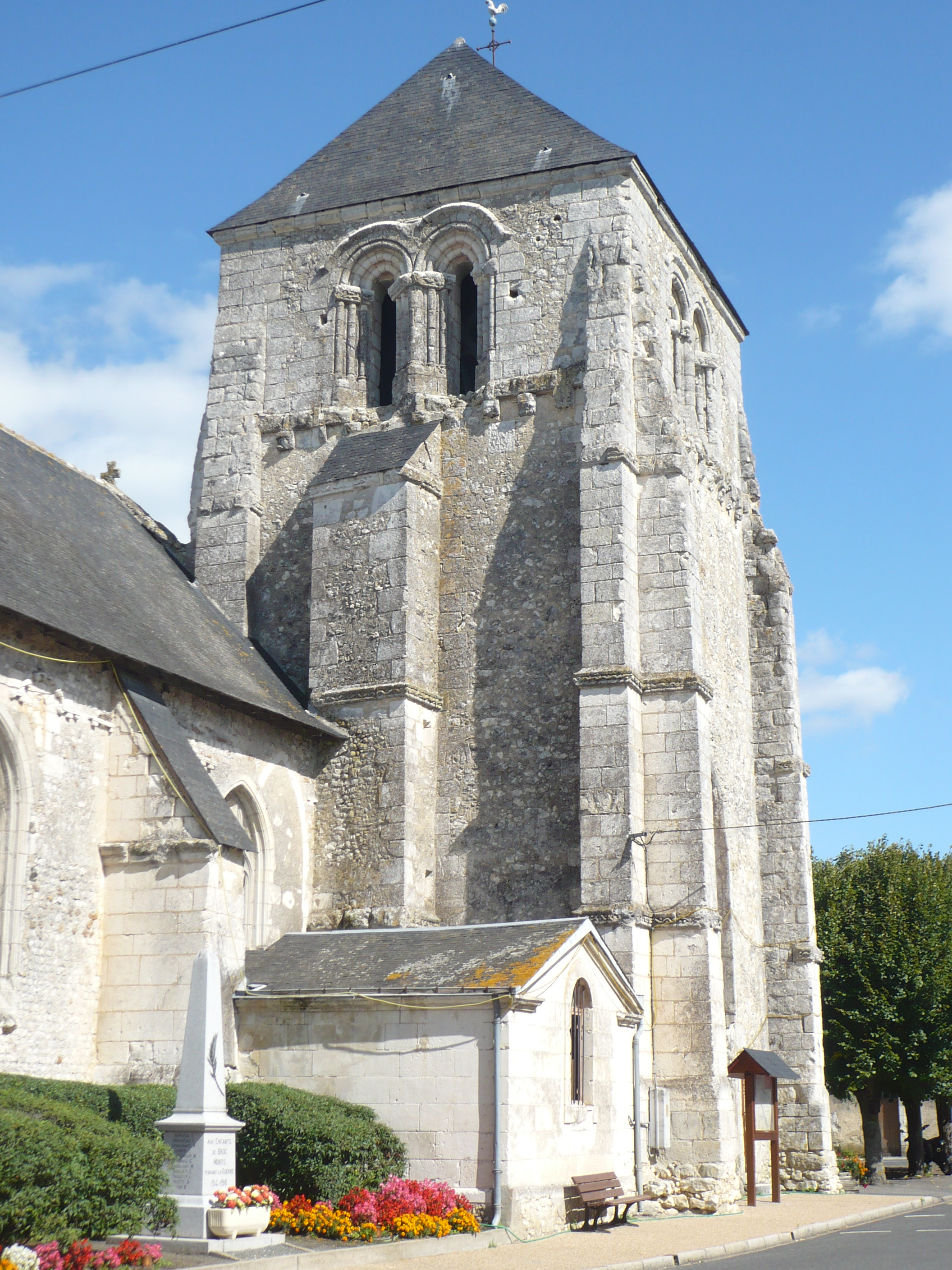
Kirche Notre-Dame
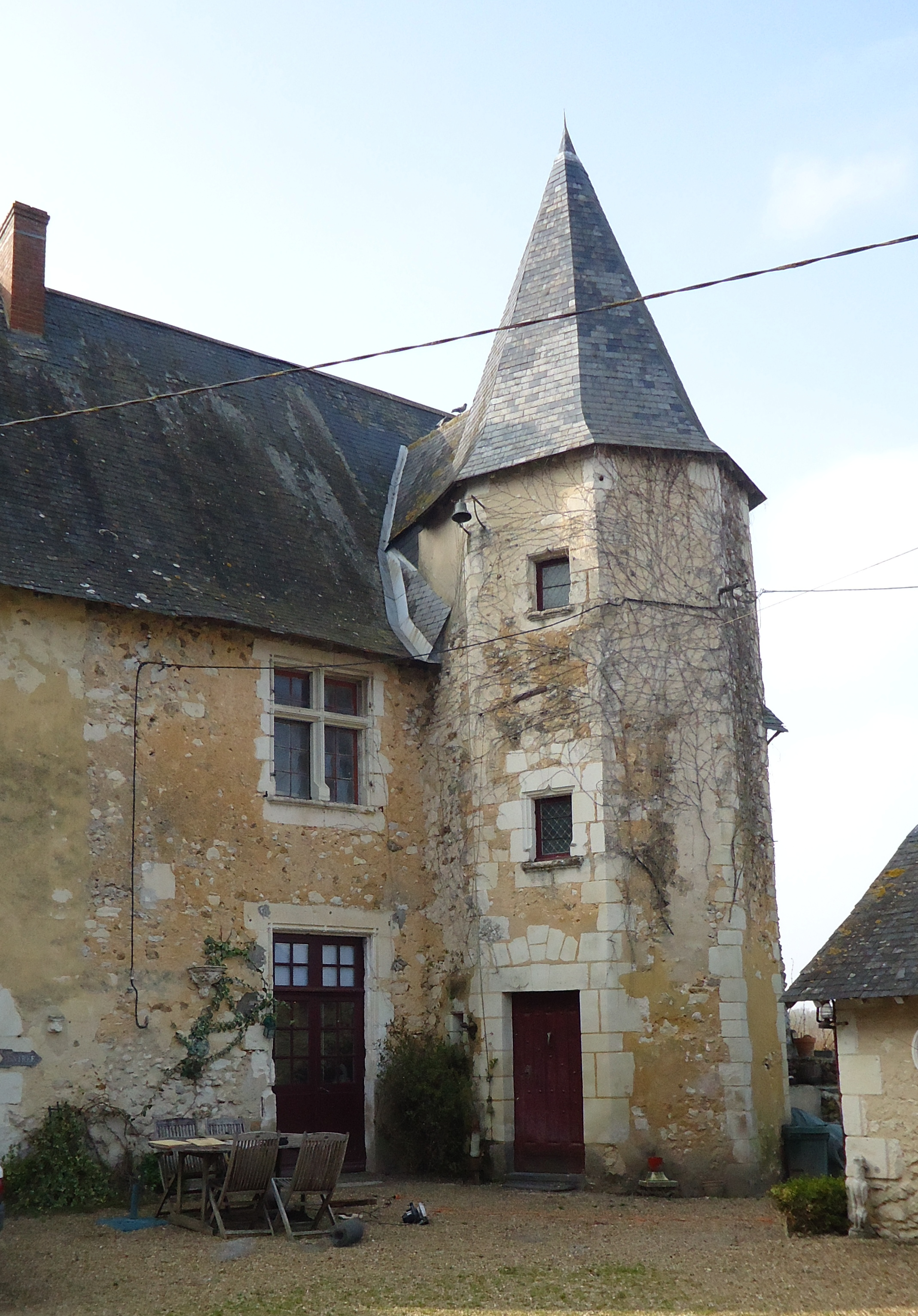
Priorat